# Gnejusz Manliusz Wulson
Gnejusz Manliusz Wulson (łac. Gnaeus Manlius Vulso) – w roku 189 p.n.e. konsul republiki rzymskiej wraz z Markiem Fulwiuszem Nobiliorem.
W 197 p.n.e. wybrany na urząd edyla kurulnego. Dwa lata później pełnił urząd pretor Sycylii. W 189 p.n.e. wybrany na urząd konsula. Prowadził zwycięską kampanię przeciwko Galatom w Azji Mniejszej w czasie wojny Rzymu z tym ludem. W 188 p.n.e. mianowany prokonsulem. Być może odbył triumf w 187 p.n.e. Według Florusa senat odrzucił wniosek o to wyróżnienie, jednak Liwiusz opisuje ze szczegółami triumfalny pochód Gnejusza Manliusza. W 184 p.n.e. bezskutecznie ubiegał się o cenzurę.
Wulson był patrycjuszem,  członkiem gens Manlia, ale nieznane są jego bliższe powiązania z Torkwatusami, bardziej znaną gałęzią rodu.